# タンカー
タンカー (tanker) とは、液体を輸送する輸送機械（船など）のこと。船体内に大型のタンク（液槽）を設置していることからタンカーと呼ばれる。
一般に石油タンカーを「タンカー」と呼ぶことが多いため、液化天然ガス（LNG）を輸送する船はLNGタンカー、化学物質を輸送する船はケミカルタンカーなどと特に区別して呼ばれる。

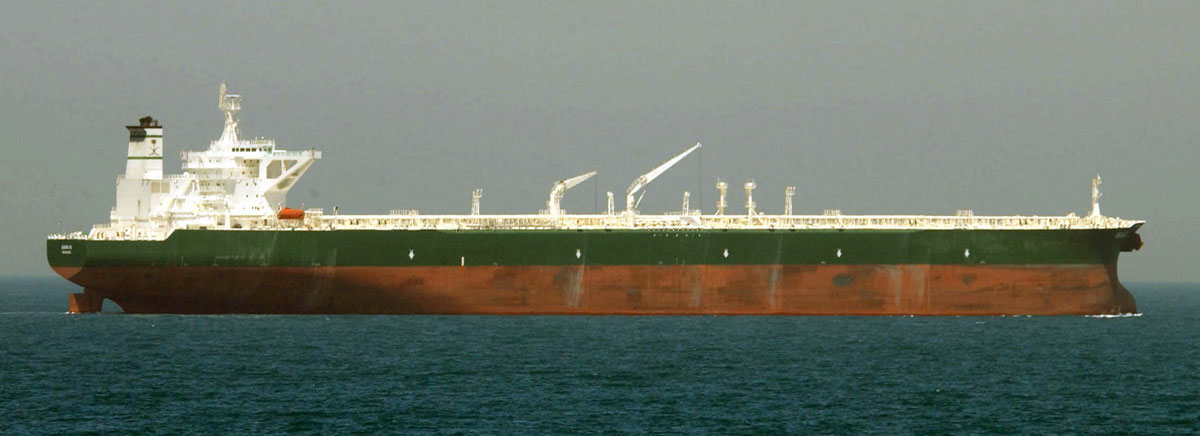
石油タンカー
空荷のため舵とバルバス・バウが水面上に出るほど浮いている。

## 船舶のタンカー
船艙がタンクになっている船舶を「タンカー」と呼ぶ。以下の種類がある。

## 油槽船（オイルタンカー・プロダクト・タンカー）
タンカーは通常、石油類を輸送する油槽船を指す。搭載する油種は原油のほか、精製された重油、軽油などを扱う「プロダクト・タンカー」と呼ばれる船もある。第二次世界大戦後は、主に中東産原油の輸送を行うために、経済性の高い超大型タンカーが作られ、1979年には世界最大の56万重量トンの原油タンカー（→ノック・ネヴィスを参照のこと）が建造されたがその後の大型化は沈静化している。
低速で航行する巨大な油槽船は、大きければそれだけ燃費を低減できるため可能であればますます大きな船体が求められる。他の大型貨物船とは異なり、大型タンカーの油の積卸しには岸壁ではなく、シーバースが使われることがほとんどであり、喫水によって港で制約を受けることがない。しかし一方で、通過できる運河や海峡が制約されて不経済な遠回りの航路を強いられる、長時間の荷役にかかる時間のロス、機関やプロペラなどが特殊なものとなる、など大型化による不利益な面も多くあるため、際限なく大型化できるわけではない。21世紀初頭の現在は、30万重量トンが最大級である。
軍用のタンカーのうち、他艦船へ洋上給油を行うための設備を持つものは「給油艦(きゅうゆ-かん)」、給油設備を持たない輸送専門のものは「油槽艦(ゆそう-かん)」と呼ばれる。また、洋上給油に加え洋上補給（固形物資や真水など）も実施できる、もしくは洋上補給専門のものは「補給艦(ほきゅう-かん)」と呼ばれる。
現代においては、これらの艦種のうち補給艦が大多数を占めており、給油艦もしくは油槽艦を保有する国は少数である。

### 外観
油槽船は平たい甲板上に多数のパイプが走っているため、輸送船の中では比較的分かりやすい姿をしている。安全確保のために機関室を油槽と離す必要があり、ほぼすべての船で船尾に機関室と船橋、居住区画が置かれる「アフトエンジン形式」になっている。
大きさによる分類
原油輸送を中心とする大型タンカーは大きさによっていくつかに分類される。
1. ULCC:Ultra Large Crude Oil Carrier - 30万重量トン以上
2. VLCC:Very Large Crude Oil Carrier - 20-30万重量トン  最大喫水21m
3. スエズ・マックス:Suezu Max - 15万重量トン　最大喫水18m（→20.1m 2010年）
4. アフラ・マックス:AFRA Max - 約10万重量トン
5. パナマックス:Panamax Max - 5万～8万重量トン　最大幅32.2m

VLCCまでが中東日本間での原油輸送時にマラッカ海峡の最大喫水21mを通過できるため、日本への原油輸送の主力を担っている。これらの規格が定められた後、スエズ運河は2009年に浚渫作業が完了し、最大喫水20.1mまで通航可能となっている。

### シングルハル（一重船殻構造）
2001年4月に開催された国際海事機関（IMO）内の海洋環境保護委員会で、MARPOL（海洋汚染防止）条約対象であるシングルハル・タンカー（船体全部が一重船殻構造:Single Hull）の使用を原則船齢25年で順次廃止し、最終使用期限も原則2015年に決定された。2002年9月1日発効。
1. カテゴリー1　2万重量トン以上で1981年以前のMARPOL条約対象建造船 - 2003年から2007年間に船齢順に廃止。
2. カテゴリー2　2万重量トン以上で1982-1996年MARPOL条約対象建造船 - 2003年以降船齢25年のタンカーから順次廃止。
3. カテゴリー3　5千重量トン以上2万重量トン未満のMARPOL条約対象外建造船 - 2003年以降船齢25年のタンカーから順次廃止。

例外事項
- 旗国の許可により、2017年まで使用可能。
- MARPOL条約終結国は、2015年以降においてシングルハル・タンカーの入港を拒否できる権利を有する。

### ダブルハル（二重船殻構造）
1989年にアラスカ沖で発生したタンカー「エクソン・バルディーズ号」の座礁事故で、原油流出による大規模な環境汚染が発生したため、1992年よりIMO（国際海事機関）の取り決めで1993年7月以降に建造契約されるか、または1996年以降完成の積載重量600トン以上の新造油槽船については船体全部が二重船殻（ダブルハル：Double Hull）構造とし、既に建造済みの一重船殻（Single Hull）タンカーの廃船を促すなど、事故発生時の環境負荷リスクの低い油槽船への切り替えが義務付けられた。

### ミッドデッキ構造
日本発の建造規格である。原油タンクを上下の2層にだけ分け、舷側だけを二重船殻構造にして船底は一重船殻構造のままである。上下のタンクを分ける中間デッキが喫水線より下にある点が重要で、これにより下のタンクの原油の圧力は常に周囲の水圧よりも低く保たれる為、衝突・座礁によって下部タンクの底に穴が開いても海水より比重の軽い原油はタンクの上方へ押しやられ、理論上は原油が漏れる事が無い。国際海事機関（IMO）海洋環境保護委員会でも、ダブルハル構造と共に1993年7月以降建造が認められている。構造上、ダブルハル・タンカーより舷側の二重構造幅を広く取れるため、舷側から来る衝撃で起こるタンクへの損傷度合いも、ダブルハル・タンカーより軽くできる。
隔壁
油槽内の油は流動性を持ち「復原性に対する自由水影響」を避けるために、多数の隔壁によって細かく仕切られている。
安全空間の確保
機関室は安全のため、タンクの後方に配置し、タンクとの間を空き部屋やポンプルーム、燃料油により隔離するように海上人命条約は求めている。また空荷で荒天の場合でもプロペラが水面上に出ないように原油タンク内への注水を避けるために、十分なバラストタンクの設置が国際条約で定められている。
荷役
油槽船への油の積荷は送油側の陸上よりポンプで送り込まれるが、揚荷の場合には油槽船側のポンプによって取り出される。パイプラインは2～3種類の油が混ざらないように分けて搭載できるようになっており、大量に送油できるメインのラインの1つと、残油を扱うストリップラインが1つある。メインのパイプラインから揚荷時に使用するポンプは蒸気タービンで駆動され、大きな油槽船では数台が設置されている。
大型油槽船での油の送受は万一火災が発生した場合、非常に危険であるため、陸から離れた海上のシーバース（Sea berth）で行なわれる。シーバースには大型ブイがあり、大型ブイは海底パイプラインによって地上設備とつながっている。大型油槽船と大型ブイの間はフローティング・ホースによって接続され荷役が行なわれる。また、シーバースの使用により狭い港での接岸の手間と危険や余計な浚渫工事も省かれる。
イナート・ガス装置
積荷の油が発火するのを防止するために、ボイラーからの排ガスからススや硫黄燃焼物、湿気を取り除いて油槽内に送る「イナート・ガス装置」によって、油槽内に不活性化ガス（イナート・ガス）を送り込む。可燃性ガスや空気の代わりにこの不活性化ガスが満たされた石油/原油タンクにたとえ火が入っても、酸素がないために燃焼や爆発は起きない。
バラストタンク
油槽船はその荷物の性質上、産油国から消費国へ石油類の一方通行の輸送を行なっている。常に片道は荷物を積まない状態で運航されている。そのような、油槽内に石油類が積まれず空荷の時には、巨大なタンクがすべて浮力を持つために、船体が異常に浮き上がり、船尾の舵やプロペラ、船首のバルバス・バウが水面上に出てしまう。これは推進効率の低下や、過回転による機関や軸受の焼きつきの原因となるため、専用のバラストタンクに海水を注水して浮力の相殺を行なう。それだけでは十分でない古い船の場合には、石油のタンク、つまり油槽にも注水する。また、油槽は修理や検査の前には洗浄されねばならない。油槽を洗浄した後のバラスト水はクリーン・バラスト水であり、洗浄せずに油槽に入れたバラスト水はダーティ・バラスト水と呼ばれる。
国際海事機関（IMO）では、船舶の移動に伴うバラスト水排出が環境への影響を防止する目的で、バラスト水管理条約が採択されている。
スロップタンク
油槽をバラストタンクとして使用した場合の上部の水やタンク内を洗浄した油濁液はスロップタンクに蓄えられて時間をかけて油と水に分離され、水は海へ排出される。スロップタンクは縦に長い形をして、油との分離をなるべく容易にしている。スロップタンクに残ったスロップの上に次回の積荷の油が入れられる。この方法は「ロード・オン・トップ」（Load on Top）またはROB（Retention Oil on Board）と呼ばれる。
バラスト水と環境問題
船体の浮沈を調節するために消費国の海でバラストタンクに積まれた海水は、産油国で石油類の積荷の前に海へと排出される。結果として消費国の海水が産油国の海へと運ばれる。これらの海水に含まれる水中生物が意図しない侵入者となる外来生物問題となっている。バラスト水を船内に取り込む時に網で生物を入れないようにすれば良いといった簡単な問題ではなく、海水にはエビやカニの幼生をはじめ微小な生物が多数含まれているため、目の粗いフィルターでは簡単には生物を排除できず、それらを除去できるような細かな目のフィルターは単位時間あたりの処理能力の問題から現実的ではない。現代では環境に配慮してバラスト水をできるだけ積まないようにしている。
救命艇
油槽船やLPG船、LNG船で火災が発生した場合には大きな火炎となって周囲を焼き尽くす事態が考えられるため、これらのタンカーでは特別に設計された救命艇が装備されている。45度ほどに傾けて後部甲板等に用意された自由降下式救命艇に必要な避難乗員が搭乗して準備が整うと、斜めの角度で海面に向けて落下して着水し火災現場である本船から遠ざかる。この救命艇は全体が密閉式の耐熱カプセルになっており、屋根に散水して炎と熱から艇体を防護し、低速ながら自航して避難が可能となっている。火炎によって周囲の酸素が失われる場合に備えて、10分間程度ならば艇内に備え付けの酸素ボンベによって乗員の呼吸が可能になっている。

### 歴史
日本で最初に建造されたタンカーは1908年の大阪鉄工所櫻島製「虎丸」531総トンで油槽容量は400トンであった。
1956年、エジプト政府によるスエズ運河封鎖によって中東からヨーロッパへの原油の海上輸送にはアフリカ南端、喜望峰を回らなければならなくなり、それまでのスエズ運河通航の上限であった載貨重量43,000トン型の規制に縛られず、輸送コストの上昇を補うためにタンカーの大型化競争が始まった。1955年以前は大きくとも6万重量トン以下であったタンカーも、1956年「ユニヴァース・リーダー」（85,500重量トン）、1959年「ユニヴァース・アポロ」（104,520重量トン）、1962年「日章丸」（132,334重量トン）、1966年1月「東京丸」（151,265重量トン）、1966年12月「出光丸」（209,302重量トン）と大型化。1967年の第二次スエズ運河閉鎖で更に船型の巨大化を招き、1968年「ユニヴァース・アイルランド」（331,826重量トン）、1971年「日石丸」（372,698重量トン）、1973年「グロブティック・トーキョー」（483,664重量トン）、1975年「日精丸」（484,377重量トン）といったULCCが建造。1973年のオイルショックで石油の消費が一段落する1976年には50万重量トン超のULCC「バティラス」（553,662重量トン）が現れた（最大は1979年建造の「シーワイズ・ジャイアント（現ノック・ネヴィス）」（564,763重量トン））。
オイルショック以後の燃料価格の高騰に対応するために、タンカーもそれまでの蒸気タービンエンジンから燃費の良いディーゼルエンジンへと変更されるなど、さまざまな方法での燃費の向上策が採られた。1973年以前に建造されたVLCCが艦齢を満たして代替船の建造が始まった1985年以後には同等の載貨重量でありながら、少し航海速力が低下しながらも半分から1/3程度の燃料で運航出来る様になっていた。1972年竣工の「ジャパン・アイリス」（IHI製）は252,059tの油を4万馬力の蒸気タービン1基（減速後84.7rpm）により16.5ノットの速度で運航し、174t/日の燃費であったが、1985年竣工の「出光丸2世」（IHI製）は258,090tの油を23,500馬力のロングストローク低速回転ディーゼル1基（直結65rpm）によって14ノットの速度で運航され、60.4t/日の燃費であった。1972年竣工の「鳥取丸」（MHI製）は237,383tの油を34,000馬力の蒸気タービン1基（減速後90rpm）により15.8ノットの速度で運航し、166.5t/日の燃費であったが、1986年竣工の「東京丸第2代」（MHI製）は258,374tの油を23,500馬力のロングストローク低速回転ディーゼル1基（直結67rpm）によって14ノットの速度で運航され、57.3t/日の燃費であった。
1967年3月、英国沖で「トリー・キャニオン号」（Torrey Canyon）が座礁して油流出事故を起こした。この後、IMCO（現在のIMO）でタンカーの油流出事故に対応する船体設計の規制について検討し、1971年に個々の油槽の積載容量に対して上限を設ける規則を制定した。
1973年には、油槽をバラストタンクに使用して油の混ざった水を海洋投棄する事を禁じたSBT規則が制定された。1978年にはイナートガスをタンク内に注入するよう規則が制定された。
1989年にはエクソンバルディーズ号原油流出事故が起きた。1992年には1993年以降に建造されるタンカーに対して二重船殻構造規則が制定された。

## LNGタンカー

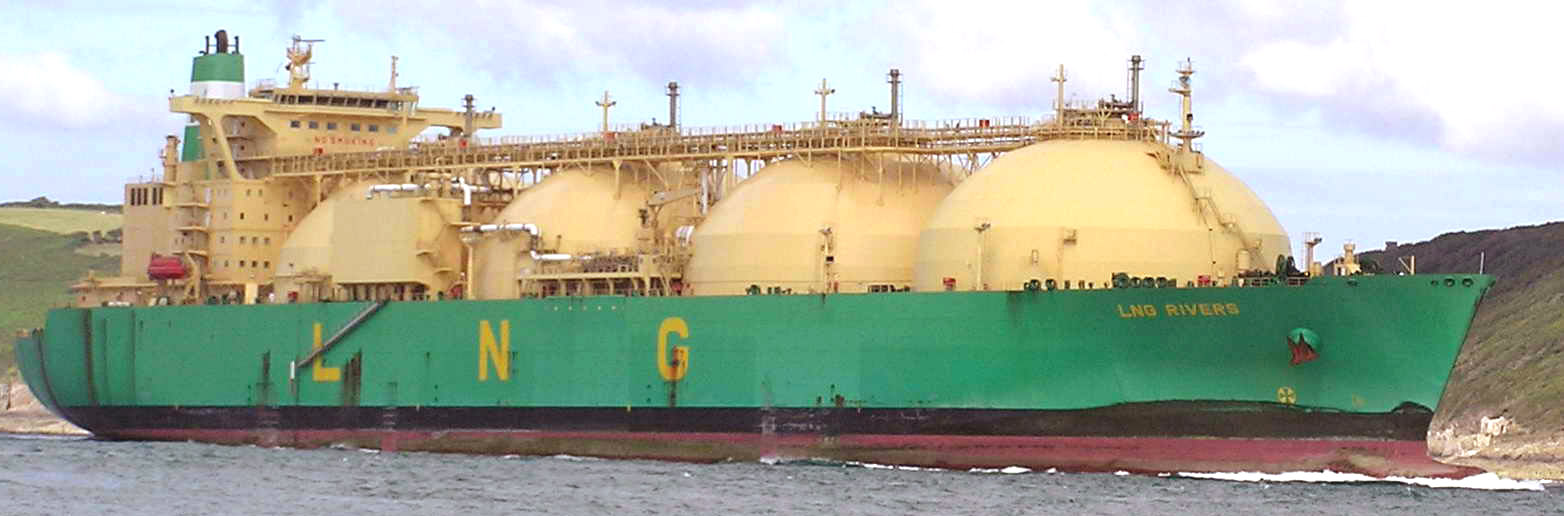
モス型LNGタンカー

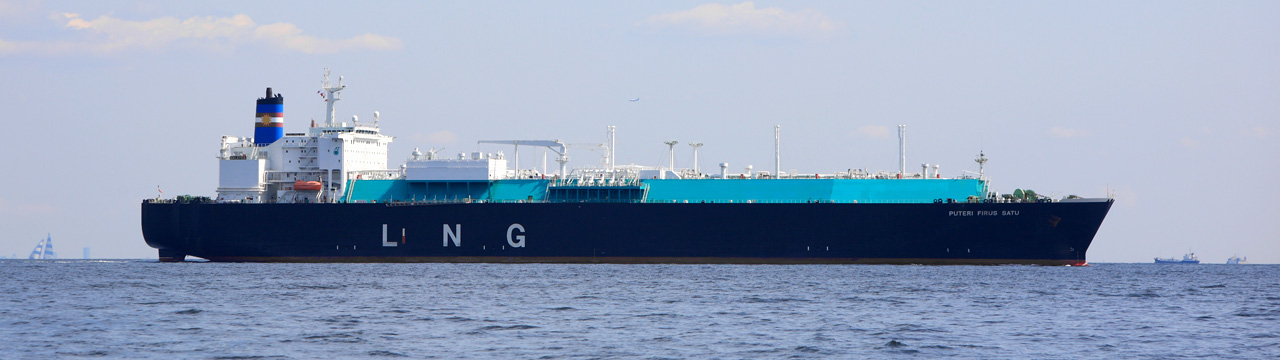
メンブレン型LNGタンカー

LNGタンカーは液化天然ガスを専門に輸送する船舶である。液化天然ガスは比重が軽く0.5以下であり、メタンを主成分としていて摂氏-161.5℃以下でなければ常圧下で液体とはならないため、加圧タンクや断熱層を備えているが、原油の比重約0.85と比べてもかなり軽いため、他のタンカーと比べても船体に対する荷の体積が必然的に大きくなり、船体のシルエットでも水線上の部分が大く見える。超低温条件下でも船体構造材が脆性破壊を起こさない工夫や火気に対する配慮が図られている。
タンクの形式には独立球型（モス型）、独立角型、独立円筒型、メンブレン型などがあり、4個から10個程度のタンクを船体内に一列に備え、上部は甲板上に出ていることが多い。メンブレン型を除けば独立支持タンクがLNGを圧力をかけて保持しており周囲を断熱材で囲ってある。メンブレン型ではメンブレン（薄膜）と呼ばれる薄いステンレス鋼またはインバー合金がタンク支持を兼ねる断熱材をはさんで船体そのものによって保持され、強度が保たれている。いずれの形式でも船体は二重船殻構造をとり、事故からタンクを保護している。以前から丸いタンクが甲板から突き出すのは船尾にある船橋からの前方視界がわるく、また、独立球型のタンクでの亀裂問題があってからは、メンブレン型が見直されて、タンクの形が丸型から角型になる傾向がある。
航行中、気化した天然ガスを再液化するための設備はこれまで大型であったため、主機関に蒸気タービンを利用し、気化したガス（ボイルオフ・ガス、BOG）をメインボイラーのガス専焼バーナーやガス焚きディーゼルなどで（燃料として）燃焼処分がなされてきた。近年では、再液化装置の小型化に成功しディーゼルエンジンを主機関としたLNGタンカーも出てきた。

## LPGタンカー
LPGタンカーはプロパンやブタンを主成分とするLPG（液化石油ガス）を輸送する専用の船舶である。LPGは常温でも最大8気圧以下で容易に液化できるため、LNGより扱いやすいが、低温にするか加圧する、またはその両方を行なって火気に注意するなどの配慮が求められる点でLNGタンカーと非常に近い船舶である。

## ケミカルタンカー
ケミカルタンカーは様々な化学物質を運ぶ専用の船である。運ぶ化学物質の性質に応じて、タンクに特別な材料を用いたり特殊なコーティングが施されていたりする。また複雑な配管が甲板上に見られるものが多い。

## 給油船
港湾などで他の船に給油をするための船。50-300トン程の比較的小型で小回りのきく船が多い。
軍艦の一艦種として他の艦艇への給油作業を行うための油槽と送油設備を持つ艦艇は「給油艦(きゅうゆ-かん)」と呼ばれ、これらには10,000トンを超える大型のものもある。
なお、海軍によっては後方支援や一般的な物流業務などの目的から一般的なタンカーが運用されている事もある。この場合は油槽艦と呼ぶ事が多い（米海軍軍事海上輸送司令部のチャンピオン級など）。日本（海上自衛隊）では油槽船と呼んでいる（油槽船1号型）。簡易の洋上給油能力を持つ場合もある。

## 砕氷タンカー
ロシアが北極海の油田から石油と天然ガスを輸送するため、サムスン造船に設計と製造を依頼した。
マイナス45℃の環境においても低温脆性の影響の少ない特殊な鋼板が使用されており、薄く鋭い艦首形状で、従来型の砕氷船とは異なり、航行を続けながら（後退したり止まることなく）厚さ1.7 m の氷を砕くことができる。推進にはボルボ・IPSと同様の、プロペラを前にした、自由に方向を変えられるドライブが採用された。建造費は通常のタンカーの約3倍と非常に高価であるが、一番艦の「カピタン・ゴツキー」をはじめ、23隻 + α の建造が予定されている。

## 船以外のタンカー

### 航空機
基本的に貨物倉庫がタンク仕様になっているものを「タンカー」と呼ぶ。以下の種類がある。

#### 油槽機
航空機におけるタンカーとは通常、飛行中の他機に燃料を空中給油する設備を付けた航空機を指す。これらは軍用機として用いられる。機体内に大型タンクを持つ専用機と、汎用機や他用途機に増槽と空中給油設備を仮設したものがある。艦載の空中給油機には後者が多い。

#### 水槽機
森林火災などの広域火災の消火用に、機体内に設置した水槽に搭載した水を空中散布する空中消火用の航空機が存在する。こうした機体はエアタンカーと呼ばれる。
空中消火には汎用ヘリコプターの胴体下に水バケットを吊るして行う方法もあるが、この場合はタンカーとは呼ばない。